# Grand Prix Formule 1 van Luxemburg
De Grand Prix van Luxemburg was een race uit de Formule 1 kampioenschappen van 1997 en 1998. Twaalf keer werd er op de Nürburgring een tweede grand prix in Duitsland gehouden onder de naam Grand Prix van Europa. In 1997 werd een Europese grand prix gehouden in het Spaanse Jerez en kreeg de tweede Duitse grand prix de naam Grand Prix van Luxemburg. Ondanks dat er het jaar erop geen Europese grand prix gepland stond, kreeg ook in 1998 de grand prix op de Nürburgring de naam Grand Prix van Luxemburg.

## Winnaars van de Grands Prix
| Jaar | Coureur            | Constructeur     | Circuit                | Verslag |
| ---- | ------------------ | ---------------- | ---------------------- | ------- |
| 1998 | Mika Häkkinen      | McLaren-Mercedes | Nürburgring GP-Strecke | Verslag |
| 1997 | Jacques Villeneuve | Williams-Renault | Nürburgring GP-Strecke | Verslag |